# 哈森山
47°54′17″N 13°16′52″E / 47.904588°N 13.281116°E

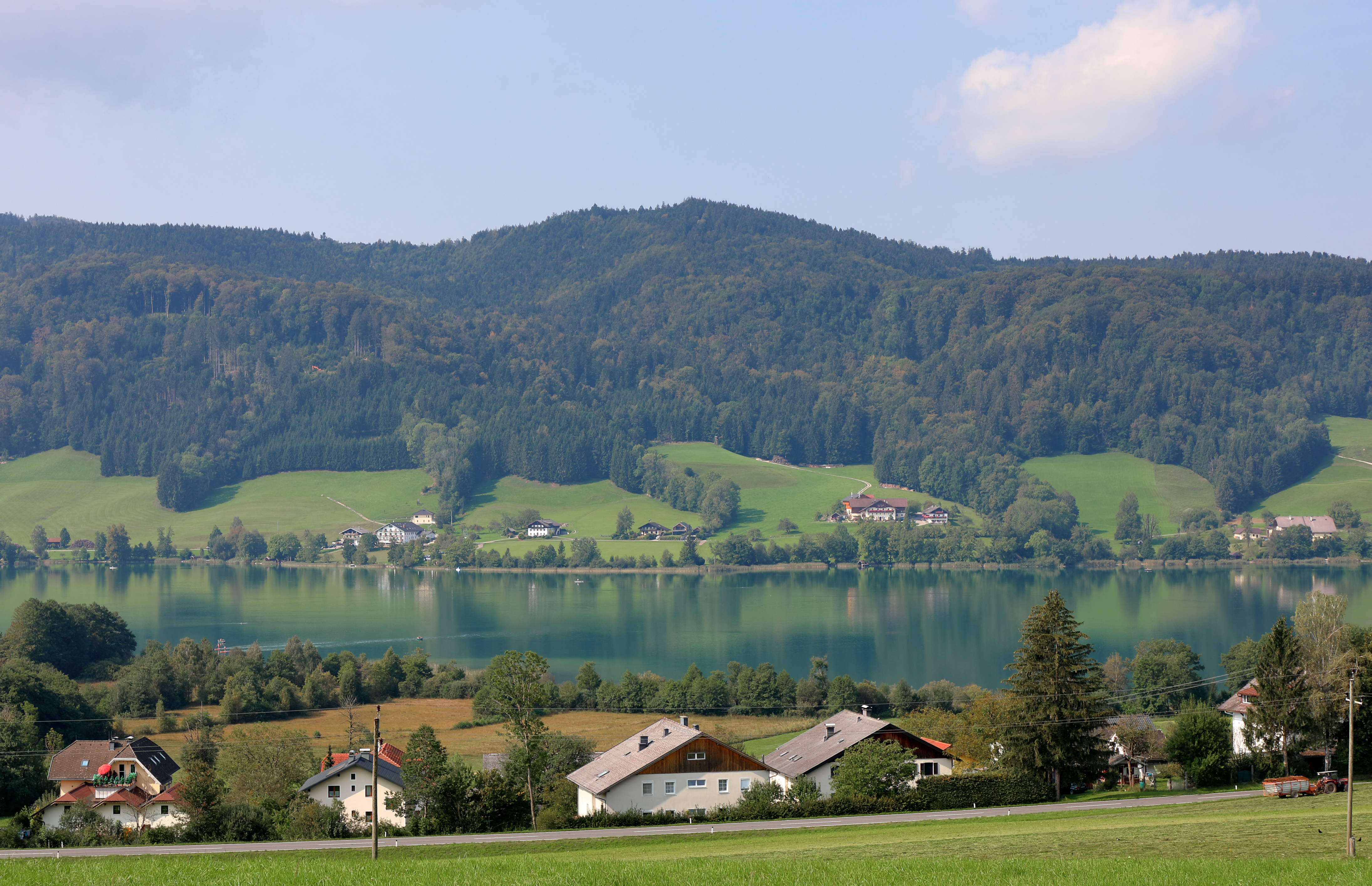
從伊爾湖眺望哈森山

哈森山（德語：Hasenkopf），是奧地利的山峰，位於該國北部，處於上奧地利州和薩爾茨堡州接壤的邊界，屬於薩爾茲卡默古特山脈的一部分，距離萊赫姆貝格山0.9公里，海拔高度895米。